# Elephantida
Az Elephantida az emlősök (Mammalia) osztályának ormányosok (Proboscidea) rendjébe, ezen belül az elefántalakúak (Elephantiformes) alrendjének egy csoportja, amelybe a mai elefántfélék (Elephantidae) tartoznak.

## Rendszerezés
A csoportba az alábbi 3 fosszilis család és 1 élő öregcsalád tartozik:
- †Amebelodontidae Barbour, 1927[3]
- †Choerolophodontidae Gaziry, 1976[4][5]
- †Gomphotheriidae (Hay, 1922) A. Cabrera 1929[6]

- Elephantoidea Gray, 1821

## Fordítás
- Ez a szócikk részben vagy egészben  az   Elephantida című angol Wikipédia-szócikk ezen változatának fordításán alapul.  Az eredeti cikk szerkesztőit annak laptörténete sorolja fel. Ez a jelzés csupán a megfogalmazás eredetét és a szerzői jogokat jelzi, nem szolgál a cikkben szereplő információk forrásmegjelöléseként.
- Ez a szócikk részben vagy egészben  a   Proboscidea#Classification című angol Wikipédia-szócikk ezen változatának fordításán alapul.  Az eredeti cikk szerkesztőit annak laptörténete sorolja fel. Ez a jelzés csupán a megfogalmazás eredetét és a szerzői jogokat jelzi, nem szolgál a cikkben szereplő információk forrásmegjelöléseként.